# Louis Laurain

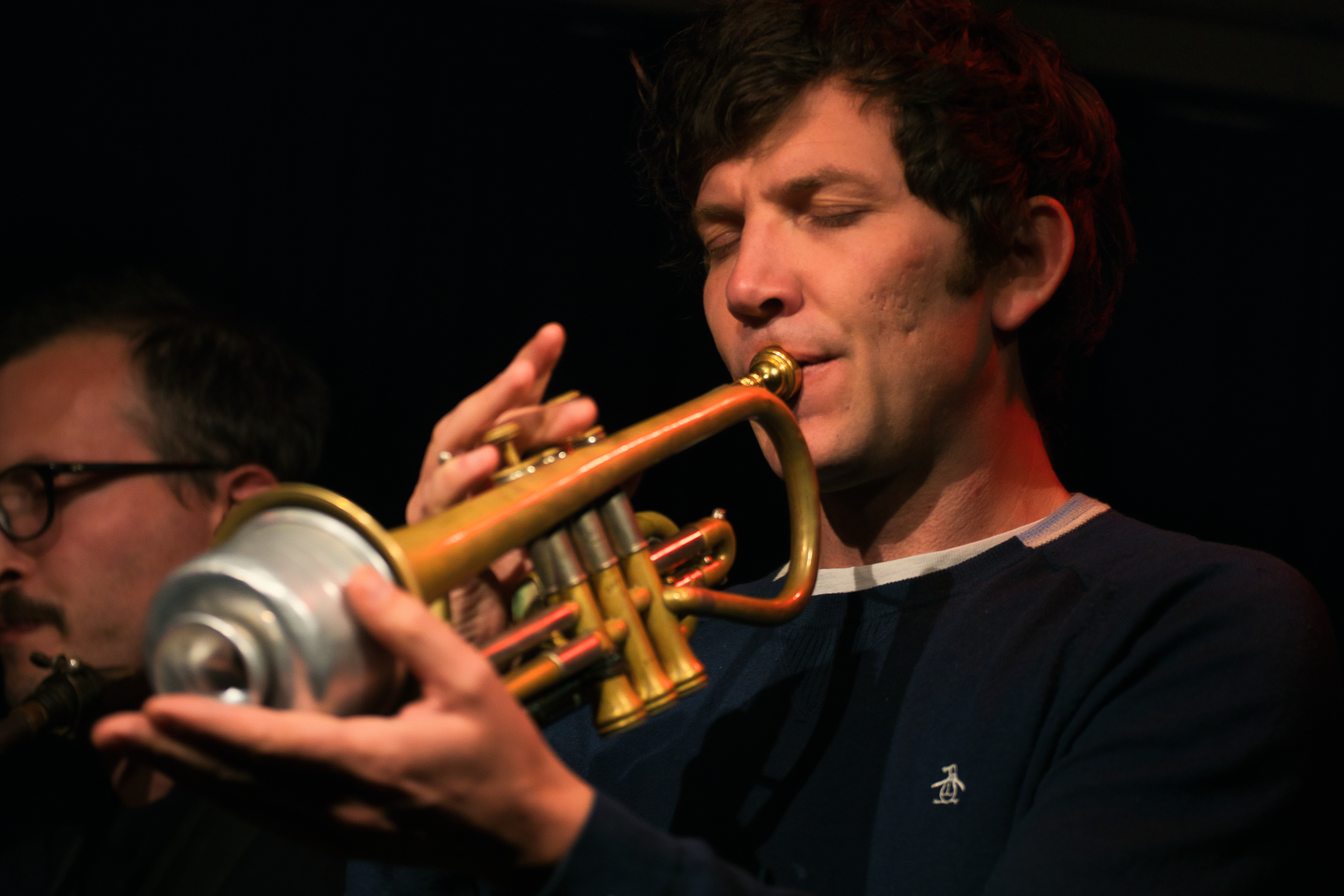
Louis Laurain mit dem Quartett Die Hochstapler im Club W71 (Weikersheim 2021)

Louis Laurain  (* 1984) ist ein französischer Jazz- und Improvisationsmusiker (Trompete, Komposition).

## Leben und Wirken
Laurain begann autodidaktisch mit dem Trompetenspiel, bevor er 2007 Improvisation am Pariser Konservatorium studierte. Er beschäftigt sich neben Free Jazz und Improvisationsmusik mit Noise- und Minimalmusik. 2016 arbeitete er mit dem Free-Jazz-Quartett ACTUUM (Brutal Music for Nice People) und dem Trio Dolse (mit Pierce Warnecke und Carl Svensson), mit dem er ein Album einspielte. Seit 2010 tritt er auch mit Soloperformances in Erscheinung. Mit Hannes Lingens, Antonio Borghini und Pierre Borel gründete Laurain das Quartett Die Hochstapler: The Braxtornette Project, das drei Alben vorlegte, The Braxtornette Project (2013), Play(s) the Music of Alvin P. Buckley (2015) und The Quick Brown Fox Jumps over the Lazy Dog (2018). 
Weiterhin ist Laurain Mitglied der Umlaut Big Band um Pierre-Antoine Badaroux. Ferner spielt er mit Joel Grip, Pierre Huygues und Yoann Durant. Laurain lebt in Paris.

## Diskographische Hinweise
- Die Hochstapler: The Quick Brown Fox Jumps over the Lazy Dog (Umlaut, 2019), mit Pierre Borel, Antonio Borghini, Hannes Lingens
- Die Hochstapler: Within (Umlaut Records, 2022)
- Umlaut Big Band: The King of Bungle Bar (2023)
- Lumpeks: Polonez (2024)